# Манавгат (водоспад)
Водоспад Манавгат — водоспад на річці Манавгат в провінції Анталія, Туреччина. Знаходиться біля міста Сіде і 3 км від міста Манавгат.
Широкий потік води падає з невеликої висоти. Під час паводку зникає під високою водою.
За 12 км на північ від водоспаду знаходиться гребля Оймапінар.
Водоспад зображений на зворотному боці банкноти номіналом 5 лір, що випускалася з 1968 по 1983 рік.